# Ягорлик (село)
Ягорлик (рос. Ягорлык; рум. Iagorlîc) — село в Дубоссарському районі в Молдові (Придністров'ї). Входить до складу Гоянської сільської ради. Станом на 2005 рік в селі проживало 8 чол. Село розташоване на річці Ягорлик.
Станом на 2004 рік у селі проживало 38,5% українців.

## Історія

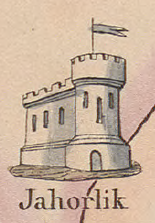
Ягорлик на мапі Зигмунда Герстмана

Спочатку називався Орлик, татарською Кайнард. Тут був стовп з тесаного каміння, який був поставлений на кордоні між Польщею та Туреччиною в 1699 після підписання Карловицької угоди.
У 1583 році згадується як дерев'яний замок, поставлений для контролю козаків, зруйнований запорожцями. Під час походу Северина Наливайка в Молдову 1594 року укріплення Ягорлика знову були зруйновані козаками. З 1633 р. ввійшов до складу Річі Посполитою, належало князям Любомирським. У 1648 році Ягорлик увійшов до складу української держави у складі Вільшанської сотні Брацлавського полку. В селі знаходився козацький гарнізон. З 1650 р. став сотнним містечком новоствореного Чечельницького полку. Після припинення існування української держави 1676 року Ягорлик увійшов до складу Османської імперії. В середині XVIII ст. було спалено, знову виникло у 1775 році. У 1784 році отримало сучасну назву. Після поділів Речі Посполитої увійшло до складу Російської імперії і ненадовго стало казенним містечком. В 1802 році в містечку знаходилось 34 двори і 115 чол. населення.
В 1826—1920 роках село входило до складу Балтського повіту Подільської губернії. У 1920—1924 — в складі Одеської губернії В 1924—1940 роках входило до Молдавської АРСР у складі Української РСР. В 1940—1991 роках — у складі Молдавської РСР, з 1991 року — у складі Молдови, під контролем ПМР.

## Цікаві факти
- У перекладі з тюркської «гяурлик» це «шлях невірних»[3]. До кінця XVIII століття річкою Ягорлик проходив кордон між Річчю Посполитою й Османською імперією.